# Список кантри-альбомов № 1 в США в 2022 году (Billboard)

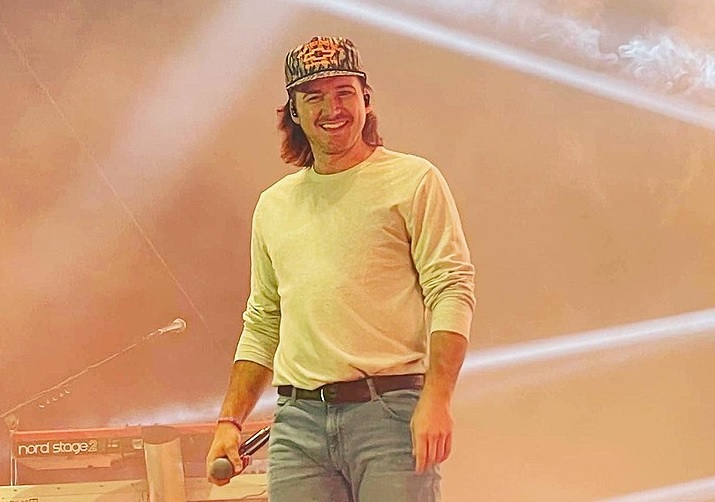
Морган Уоллен вернулся на первое место с диском Dangerous: The Double Album и побил рекорд по количеству недель на первом месте в чарте, когда он провёл свою 51-ю неделю на первом месте в выпуске от 2 апреля.

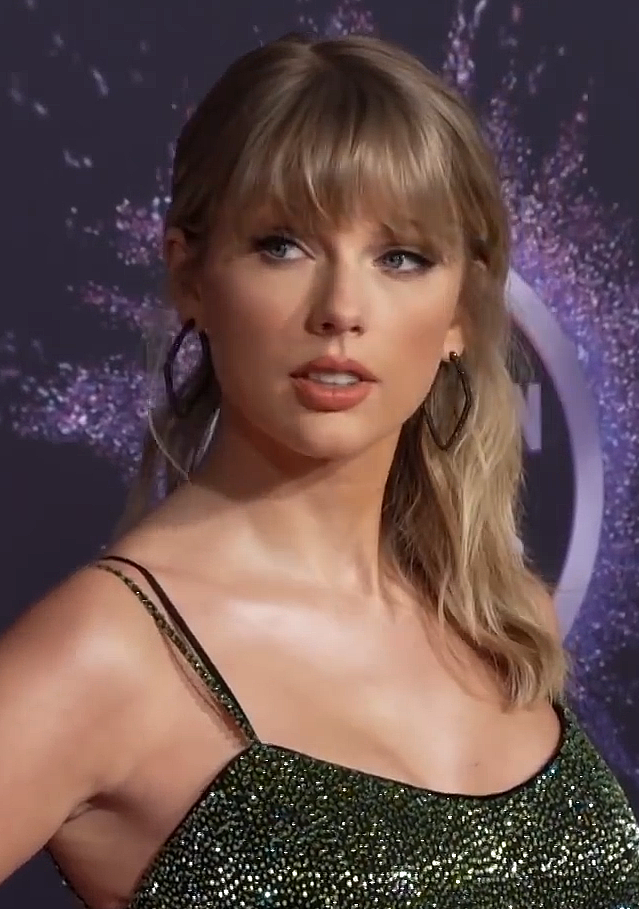
Тейлор Свифт в начале года возглавляла чарт с альбомом Red (Taylor’s Version), перезаписью диска 2012 года.

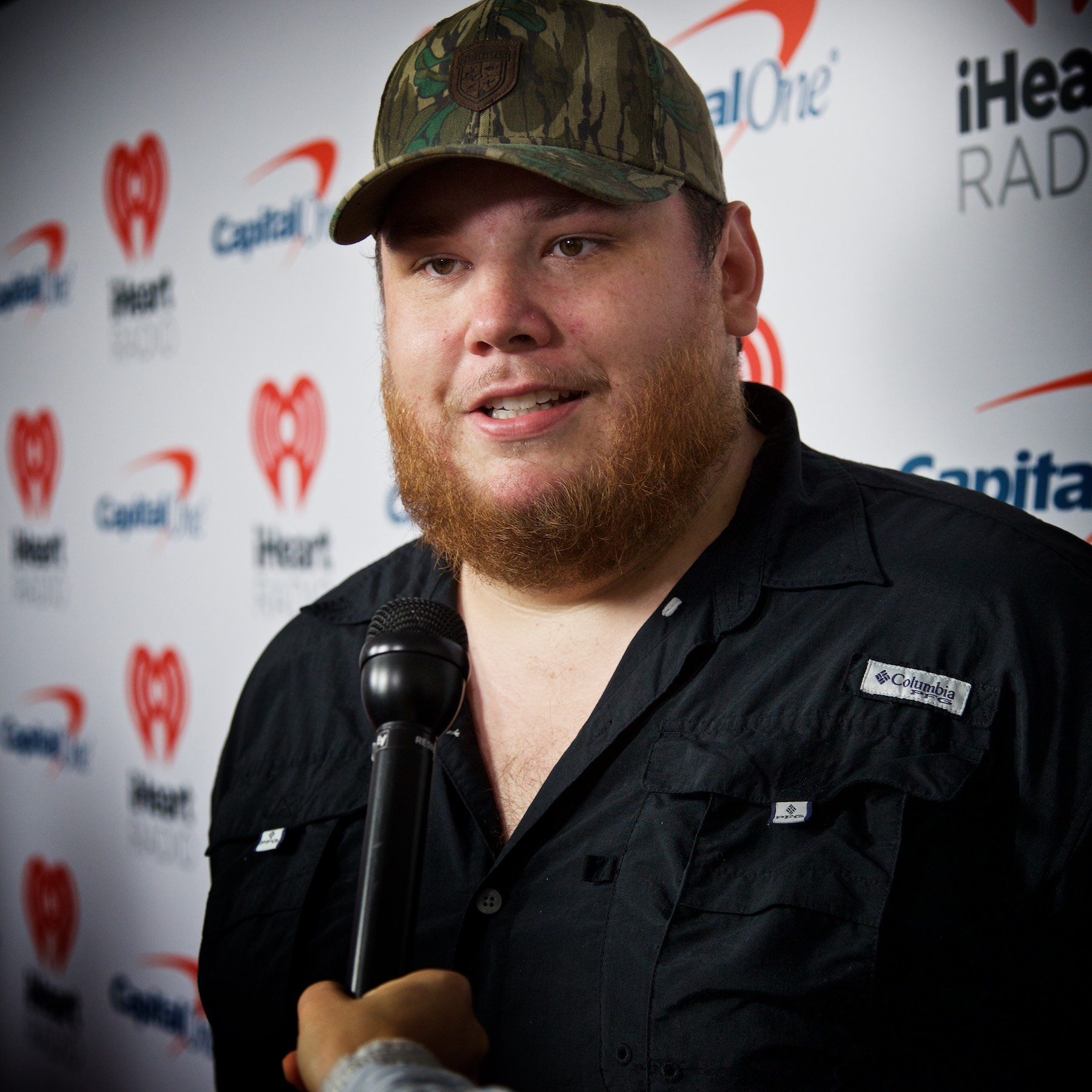
Люк Комбс возглавлял чарт в июле со своим третьим студийным альбомом Growin’ Up.

Список кантри-альбомов № 1 в США в 2022 году (Top Country Albums 2022) — это список кантри-альбомов, которые занимали первые места в США в 2022 году по итогам еженедельных хит-парадов журнала Billboard.
В 2022 году был побит рекорд по числу недель лидерства в хит-параде кантри-альбомов. Морган Уоллен со своим двойным диском Dangerous: The Double Album 2 апреля провёл свою 51-ю неделю на первом месте и опередил двух прошлых рекордсменов, имевших 50-недельное правление: This One’s for You (Люк Комбс, 2017—19) и Come On Over (Шанайя Твейн, 1997—2000). 17 декабря его лидерство увеличилось до 84 недель на № 1.

## История
- 1 января шестую неделю подряд чарт Top Country Albums снова возглавлял альбом Red (Taylor’s Version) певицы Тейлор Свифт, седьмой её чарттоппер (оригинальная версия Red в 2012—2013 годах 16 (8+8) недель лидировала в этом чарте)[4][5].
- 15 января на первое место Top Country Albums вернулся альбом Dangerous: The Double Album музыканта Моргана Уоллена[6][7]. 29 января он продолжил лидировать 42-ю неделю. Это 4-й результат в истории с запуска чарта в 1964 году после: 1-2) 50 недель № 1 у This One’s for You Люка Комбса (2017) и Come On Over Шанайи Твейн (1997), 3) 43 недели Always and Forever Рэнди Трэвиса (1987); 5) 41 неделя No Fences Гарта Брукса (1990)[8]. 12 февраля 2022 года он продолжил лидировать 44-ю неделю, выйдя на 3-е место[9]. 26 марта 2022 года альбом Dangerous: The Double Album сравнялся с лидерами, продолжая возглавлять хит-парад 50-ю неделю[10].
- 2 апреля 2022 года альбом Dangerous: The Double Album продолжил лидировать 51-ю неделю и установил абсолютный рекорд кантри-чарта Top Country Albums за всё время его существования с 1964 года[11]. 21 мая рекорд увеличился до 58 недель[12].
- 4 июня хит-парад возглавил альбом American Heartbreak, третий студийник кантри-музыканта Zach Bryan, прервав 59-недельное лидерство Моргана Уоллена. Тройной диск Брайна Зака также возглавил фолк- и рок-чарты Folk Albums и Top Rock Albums и был № 5 в Billboard 200[13].
- 11 июня хит-парад снова возглавил альбом Dangerous: The Double Album Моргана Уоллена, в сумме лидируя 60-ю неделю[14].
- 9 июля на первом месте дебютировал новый альбом Люка Комбса Growin’ Up, он в 4-й раз возглавил Top Country Albums (в сумме все четыре альбома Комбса возглавляли кантри-чарт 89 недель, это 7-й результат в истории). Также он был на № 2 в Billboard 200, став его четвёртым появлением в top-10[15].
- 16 июля на первое место вернулся альбом Dangerous: The Double Album Моргана Уоллена, это его в сумме 64-я неделя на вершине чарта[16]. 15 октября рекорд продлился до 77 недель лидерства[17].
- 3 декабря лидерство альбома Dangerous: The Double Album продлилось до 84 недель. Новое увеличение рекорда чарта среди женщин совершила Долли Партон со своим 48-м альбомом в Топ-10 (Diamonds & Rhinestones: The Greatest Hits Collection дебютировал на четвёртом месте). Она на 6 пунктов опережает Лоретту Линн (42). Партон также остаётся единственной женщиной, попавшей в десятку лучших альбомов в каждом десятилетии с тех пор, как список был составлен в январе 1964 года. Её альбомы в Топ-10 по десятилетиям (включая 8 «номеров один»): 1960-е — четыре, 70-е — 18, 80-е — 11, 90-е — пять, 2000-е — три, 10-е — четыре и 20-е — три. Партон может похвастаться вторым показателем по количеству альбомов в кантри Топ-10 среди всех после Вилли Нельсона (единственного другого исполнителя, имеющего альбомы в кантри Топ-10 за семь десятилетий), у которого их 53[18].

## Список
| Дата        | Альбом                      | Исполнитель   | Примечание |
| ----------- | --------------------------- | ------------- | ---------- |
| 1 января    | Red (Taylor's Version)      | Тейлор Свифт  | [ 4 ]      |
| 8 января    | Red (Taylor's Version)      | Тейлор Свифт  | [ 19 ]     |
| 15 января   | Dangerous: The Double Album | Морган Уоллен | [ 7 ]      |
| 22 января   | Dangerous: The Double Album | Морган Уоллен | [ 20 ]     |
| 29 января   | Dangerous: The Double Album | Морган Уоллен | [ 21 ]     |
| 5 февраля   | Dangerous: The Double Album | Морган Уоллен | [ 22 ]     |
| 12 февраля  | Dangerous: The Double Album | Морган Уоллен | [ 23 ]     |
| 19 февраля  | Dangerous: The Double Album | Морган Уоллен | [ 24 ]     |
| 26 февраля  | Dangerous: The Double Album | Морган Уоллен | [ 25 ]     |
| 5 марта     | Dangerous: The Double Album | Морган Уоллен | [ 26 ]     |
| 12 марта    | Dangerous: The Double Album | Морган Уоллен | [ 27 ]     |
| 19 марта    | Dangerous: The Double Album | Морган Уоллен | [ 28 ]     |
| 26 марта    | Dangerous: The Double Album | Морган Уоллен | [ 29 ]     |
| 2 апреля    | Dangerous: The Double Album | Морган Уоллен | [ 30 ]     |
| 9 апреля    | Dangerous: The Double Album | Морган Уоллен | [ 31 ]     |
| 16 апреля   | Dangerous: The Double Album | Морган Уоллен | [ 32 ]     |
| 23 апреля   | Dangerous: The Double Album | Морган Уоллен | [ 33 ]     |
| 30 апреля   | Dangerous: The Double Album | Морган Уоллен | [ 34 ]     |
| 7 мая       | Dangerous: The Double Album | Морган Уоллен | [ 35 ]     |
| 14 мая      | Dangerous: The Double Album | Морган Уоллен | [ 36 ]     |
| 21 мая      | Dangerous: The Double Album | Морган Уоллен | [ 37 ]     |
| 28 мая      | Dangerous: The Double Album | Морган Уоллен | [ 38 ]     |
| 4 июня      | American Heartbreak         | Zach Bryan    | [ 39 ]     |
| 11 июня     | Dangerous: The Double Album | Морган Уоллен | [ 40 ]     |
| 18 июня     | Dangerous: The Double Album | Морган Уоллен | [ 41 ]     |
| 25 июня     | Dangerous: The Double Album | Морган Уоллен | [ 42 ]     |
| 2 июля      | Dangerous: The Double Album | Морган Уоллен | [ 43 ]     |
| 9 июля      | Growin' Up                  | Люк Комбс     | [ 44 ]     |
| 16 июля     | Dangerous: The Double Album | Морган Уоллен | [ 45 ]     |
| 23 июля     | Dangerous: The Double Album | Морган Уоллен | [ 46 ]     |
| 30 июля     | Dangerous: The Double Album | Морган Уоллен | [ 47 ]     |
| 6 августа   | Dangerous: The Double Album | Морган Уоллен | [ 48 ]     |
| 13 августа  | Dangerous: The Double Album | Морган Уоллен | [ 49 ]     |
| 20 августа  | Dangerous: The Double Album | Морган Уоллен | [ 50 ]     |
| 27 августа  | Dangerous: The Double Album | Морган Уоллен | [ 51 ]     |
| 3 сентября  | Dangerous: The Double Album | Морган Уоллен | [ 52 ]     |
| 10 сентября | Dangerous: The Double Album | Морган Уоллен | [ 53 ]     |
| 17 сентября | Dangerous: The Double Album | Морган Уоллен | [ 54 ]     |
| 24 сентября | Dangerous: The Double Album | Морган Уоллен | [ 55 ]     |
| 1 октября   | Dangerous: The Double Album | Морган Уоллен | [ 56 ]     |
| 8 октября   | Dangerous: The Double Album | Морган Уоллен | [ 57 ]     |
| 15 октября  | Dangerous: The Double Album | Морган Уоллен | [ 58 ]     |
| 22 октября  | Dangerous: The Double Album | Морган Уоллен | [ 59 ]     |
| 29 октября  | Dangerous: The Double Album | Морган Уоллен | [ 60 ]     |
| 5 ноября    | Dangerous: The Double Album | Морган Уоллен | [ 61 ]     |
| 12 ноября   | Dangerous: The Double Album | Морган Уоллен | [ 62 ]     |
| 19 ноября   | Dangerous: The Double Album | Морган Уоллен | [ 63 ]     |
| 26 ноября   | Dangerous: The Double Album | Морган Уоллен | [ 64 ]     |
| 3 декабря   | Dangerous: The Double Album | Морган Уоллен | [ 65 ]     |
| 10 декабря  | Dangerous: The Double Album | Морган Уоллен | [ 66 ]     |
| 17 декабря  | Dangerous: The Double Album | Морган Уоллен | [ 67 ]     |
| 24 декабря  | Dangerous: The Double Album | Морган Уоллен | [ 68 ]     |
| 31 декабря  | Dangerous: The Double Album | Морган Уоллен | [ 69 ]     |